# Andrzej Mierzwa
Andrzej Mierzwa (ur. ok. 1962, zm. 3 marca 2021) – polski wokalista, członek zespołu Processs.

## Życiorys
Pochodził z Pyskowic. Pierwsze muzyczne kroki stawiał w harcerstwie. W 1982 roku był współzałożycielem punkrockowego zespołu muzycznego Processs. Z grupą wystąpił między innymi w latach 1985–1987 na festiwalu w Jarocinie, a także w 1985 roku na festiwalu Róbrege. Z zespołem dokonał także nagrań fonograficznych oraz pojawił się w filmie dokumentalnym pt. Moja krew, twoja krew zrealizowanym przez telewizję BBC.
Zmarł 5 marca 2021 roku w wieku 59 lat. Został pochowany na cmentarzu parafialnym przy ul. Cichej w Pyskowicach.